# Publio Tulio Varrón
Publio Tulio Varrón (en latín: Publius Tullius Varro) fue un senador romano que vivió a finales del siglo I y principios del siglo II, y desarrolló su cursus honorum bajo los reinados de Trajano y Adriano. Fue cónsul sufecto en el año 127 junto con Gayo Opio Sabino Julio Nepote Manio Vibio Solemne Severo.

## Orígenes familiares
Varrón era originario de la ciudad de Tarquinia en Etruria. Anthony Birley escribió que "tenía excelentes conexiones en las altas esferas políticas porque su hermano mayor había sido adoptado, al parecer, por el influyente senador hispano Lucio Dasumio Adriano, tomando el nombre de Publio Dasumio Rústico", indicando que su hermano era cónsul ordinario en el año 119 como colega del emperador Adriano. Sin embargo, parece que la comprensión de Birley de esta relación se basó en un malentendido de una inscripción conocida como Testamentum Dasumii, lo que había llevado a los expertos a concluir que Tulio Varrón era amigo del testador cuyo hijo esa persona adoptaría, y el adoptado sería Lucio Dasumio Tulio Tusco. Una vez que quedó claro que el testador de esta inscripción no era "Dasumio", esta reconstrucción es refutada. Si bien es posible que el hombre que adoptó al hijo natural de Varrón estuviera relacionado con Publio Dasumio Rústico.

## Carrera política
La carrera de Varrón comenzó en el vigintivirato como miembro de los decemviri stlitibus judicandis. Luego recibió su primer cargo militar, como tribunus laticlavius de la Legio XVI Flavia Firma, que estaba estacionada en Satala en ese momento. Luego regresó a Roma, donde fue elegido cuestor urbano, y después de su cargo de pretor, a Varrón se le asignó su primer mando de una legión, la Legio XII Fulminata, que estaba estacionada en la provincia fronteriza de Capadocia. Luego de esto, fue nombrado gobernador proconsular de la Hispania Bética que ocupó durante un año, y Birley especula que puede haber sido mientras ocupó este cargo que llamó la atención de Adriano, quien asignó a Varrón el trabajo "delicado" de reubicar a la Legio VI Victrix desde Germania inferior hasta la Britania.
Su mando de una segunda legión fue seguido por un período como prefecto del aerarium Saturni, o tesoro público, después del cual Varrón fue nombrado cónsul sufecto en el año 127. Después de su consulado, los cargos posteriores de Varrón fueron como curator alvei Tiber, gobernador de Moesia Superior de 133 a 136, y Procónsul de África de 142 a 143. Birley señala que la "alta posición social de Varrón se demuestra por haber sido este, Augur vitalicio.

## Familia
Generalmente se acepta que el cónsul sufecto en el año 152, Lucio Dasumio Tulio Tusco, era el hijo biológico de Varrón. Los elementos "Lucius Dasumius" se agregaron a su nombre por parte de su padre adoptivo, quien Salomies señala que estaba "ciertamente relacionado" con Publio Dasumio Rústico.